# Kuty (rejon dubieński)
Kuty (ukr. Кути) – dawny chutor na Ukrainie, w obwodzie rówieńskim, w rejonie dubieńskim, w hromadzie Młynów.
Do 1946 roku miejscowość nosiła nazwę Ludwikówka (ukr. Людвиківка, Ludwykiwka).

## Historia
W okresie międzywojennym kolonia znajdowała się w granicach II RP, wchodząc w skład gminy Młynów w powiecie dubieńskim, w województwie wołyńskim. W 1921 roku liczyła 229 mieszkańców i znajdowało się w niej 37 budynków mieszkalnych. Wszyscy mieszkańcy zadeklarowali narodowość polską i przynależność do wyznania rzymskokatolickiego.
W nocy z 13 na 14 lipca 1943 na polskich mieszkańcach dokonano zbrodni. Ludwikówka została otoczona i spacyfikowana przez Gestapo i nacjonalistów ukraińskich. Ustalono liczbę 172 ofiar. 